# 大阪府立芥川高等学校
大阪府立芥川高等学校（おおさかふりつ あくたがわ こうとうがっこう）は、大阪府高槻市にある公立高等学校。

## 概要
1980年に全日制普通科高校として開校した。高槻市の中北部、名神高速道路の北側の丘陵地帯に位置する。
各教科や総合的な学習の時間では、特色のある授業の取り組みをすすめている。情報の授業では、同じ高槻市内にある関西大学総合情報学部との高大連携をおこなっている。また家庭科の授業では、老人ホームや保育園での実習を取り入れている。
2012年度入学生からグローバル専門コースを設置し、実践的英語力とグローバルな視点を持った人材の育成を目指している。外国語大学との連携を進めるとともに、オーストラリア、台湾、フランスなど、海外の学校との交流を行う。

## 沿革
- 1980年 - 開校
- 2012年 - グローバル専門コースを設置。

## 出身者
- 峯村純一 - 俳優
- 中野信治 - カーレーサー
- 村越周司 - 芸人、元モストデンジャラスコンビ
- 田村亮 - お笑い芸人（ロンドンブーツ1号2号、1990年卒）
- 吉田康幸 - 元サッカー選手
- 倉田秋 - サッカー選手
- 畑中美友香 - サッカー選手

## 交通
- 高槻市営バス「緑ヶ丘」停留所から約250m。